# حسین طاهرزاده بهزاد
حسین طاهرزاده بهزاد (۱۲۶۶–۱۳۴۱) نقاش و طراح فرش ایرانی بود.

## زندگی‌نامه
او در سال ۱۲۶۶ در تبریز به دنیا آمد. به گفته خودش پدرش روحانی و جهان‌دیده و کتاب‌خوان بود. از کودکی به نقاشی گرایش داشت و نخست به دلیل مخالفت خانواده پنهانی به نقاشی می‌پرداخت. مدتی زیر نظر آقا میر غفار که از نقاشان به نام بود درس نقاشی گرفت. سپس به تفلیس رفت و به تحصیل نقاشی پرداخت. چندی با روزنامه ملانصرالدین همکاری کرد و کاریکاتور می‌کشید. پس از بازگشت به تبریز نشریه‌ای به راه انداخت و با نشریه‌های آن زمان مانند حشرات‌الارض همکاری کرد. کتاب‌های سفینه طالبی و اخلاق مصور و تاریخ مصور ایران را مصور کرد.

## فعالیت هنری
طاهرزاده علاقه مفرطی به کاریکاتور داشت؛ در نتیجه، با مدیر روزنامه‌ای که در تفلیس منتشر می‌شد، باب مکاتبه را گشود و گاه‌گاهی برای آن روزنامه تصاویری می‌فرستاد. فشار خانوادگی بر او چنان زیاد شد که وی از تبریز به تفلیس رفت و در این شهر با برقراری رابطه دوستی با میرزا جلیل محمدقلی‌زاده، مطابق میل و آرزوی خویش توانست به یادگیری نقاشی بپردازد. او ضمن همکاری با روزنامه، مدت سه سال در مدرسه هنرهای زیبای تفلیس تحصیل کرد، سپس به تبریز برگشت و اقدام به نشر روزنامه کاریکاتور در این شهر نمود. پس‌ازآن، روزنامه‌ای دیگر به نام «حشرات‌الارض» منتشر کرد و همچنین به مصورکردن «کتاب احمد» یا سفینه‌الطالبین، «اخلاق مصوّر» و «تاریخ مصوّر ایران» پرداخت. وی پس از مدتی به استانبول رفت و در مدرسه صنایع مستظرفه این شهر، که امروز آکادمی هنرهای زیبا نام دارد، به فراگیری و تکمیل هنر خود پرداخت. پس از چند سال با احراز مقام اول در رشته نقاشی فارغ‌التحصیل شد و در مدرسه خطاطین استانبول به سمت معلم مینیاتور و تذهیب منصوب گردید. ضمناً به دستور انورپاشا، مأمور مرمت کتاب‌های مینیاتور قدیم در موزه توپقاپی سرای استانبول شد و در مدتی، قریب یک هزار جلد کتاب خطی قدیم ایرانی و مینیاتور نفیس ترک را تعمیر و بازسازی کرد. محمدحسین میرزای قاجار، ولیعهد، در استانبول شیفته آثار طاهرزاده شد و ضمن اعطای لقب «مزیّن‌السلطان» به او وی را به بازگشت به وطن دعوت نمود، اما به‌رغم فرمان و لقب او، زیر بار نرفت تا اینکه خود در سال ۱۳۰۸ شمسی به‌اتفاق خانواده‌اش به تهران بازگشت.
در تهران نخست به ریاست نقشه‌کشی مؤسسه قالی و سپس به ریاست مدرسه صنایع قدیمه منصوب شد و پس‌ازآن، به تأسیس موزه هنرهای ملی پرداخت. استاد برای برقراری مدرسه صنایع قدیمه و جدیده، که شاگردان کمال‌الملک نیز در آن شرکت داشتند مبارزات بسیار کرد؛ زیرا دیگران او را جانشین کمال‌الملک می‌دانستند و با او به دشمنی می‌پرداختند. ازآنجاکه این استاد در هنرهای طراحی، تذهیب، خطاطی، نقاشی، کاریکاتورسازی، صحافی سنتی و مرمت‌کاری نسخ خطی مهارت داشت، منشأ بسیاری از خیزهای هنری و ماندگاری هنرهای زمانه شد.

## تأسیس مدرسه هنرهای سنتی
در سال ۱۳۰۹ شمسی به اهتمام حسین طاهرزاده بهزاد، مدرسه هنرهای قدیم، برای زنده‌کردن مجدد هنرهای ملی ایران، تأسیس شد. وظیفه اصلی و عمده صنایع قدیمه بازسازی مجدد هنرهای ملی بود. به همین دلیل، طاهرزاده در فراخوانی عمومی از هنرمندان سراسر ایران دعوت به عمل آورد تا در آزمون انتخاب استاد برای مدرسه صنایع قدیمه شرکت کنند. در رشته مینیاتور حسین بهزاد (اصفهانی)، هادی تجویدی و مهدی تجویدی در آزمون شرکت کردند. طاهرزاده بهزاد خود از این سه هنرمند امتحان به عمل آورد و در نتیجه استاد هادی تجویدی با ترسیم مینیاتور هفت‌گنبد۲ برنده مسابقه شد و به‌عنوان نخستین معلم مینیاتور در مدرسه صنایع قدیمه شروع به کار کرد. در رشته منبت، استاد احمد امامی آباده‌ای از آباده فارس، در رشته تذهیب استاد میرزاعلی درودی، در رشته خاتم استاد محمدحسین صنیع خاتم، در رشته نقاشی قالی استاد هادی اقدسیه و در رشته زری‌بافی حبیب‌الله طریقی انتخاب شدند و بدین ترتیب بنیان مدرسه‌ای هنری نهاده شد.

## درگذشت
او در ۲۱ اسفند سال ۱۳۴۱ در استانبول درگذشت و جنازه را بنا به وصیت خودش به تهران آوردند و در امامزاده قاسم دفن شد.او برادر کریم طاهرزاده بهزاد معمار می باشد.